# Strategus
Genre
Synonymes
- Anastrategus Casey, 1915[2]
- Strategodes Casey, 1915[2]
- Strategopsis Chapin, 1932[2]

Strategus est un genre d’insectes coléoptères de la famille des Scarabaeidae.
Attention, ne pas confondre ce genre de coléoptères décrit par Kirby en 1828 avec le genre invalide de mollusques Strategus J. G. Cooper, 1862, synonyme du genre Navanax Pilsbry, 1895.

## Liste d'espèces
Selon Catalogue of Life (18 mars 2020) :
- Strategus adolescens Kolbe, 1906
- Strategus aenobarbus (Fabricius, 1775)
- Strategus ajax (Olivier, 1789)
- Strategus aloeus (Linnaeus, 1758)
- Strategus anachoreta Burmeister, 1847
- Strategus antaeus (Drury, 1773)
- Strategus argentinus Kolbe, 1906
- Strategus atlanticus Ratcliffe, 1976
- Strategus caymani Ratcliffe, 1976
- Strategus centaurus Kolbe, 1906
- Strategus cessatus Wickham, 1914 †
- Strategus cessus LeConte, 1866
- Strategus craigi Ratcliffe, 1976
- Strategus fallaciosus Kolbe, 1906
- Strategus fascinus Burmeister, 1847
- Strategus hipposiderus Ratcliffe, 1976
- Strategus howdeni Ratcliffe, 1976
- Strategus inermis Arrow, 1947
- Strategus jugurtha Burmeister, 1847
- Strategus longichomperus Ratcliffe, 1976
- Strategus mandibularis Sternberg, 1910
- Strategus moralesdelgadorum Delgado, 1997
- Strategus mormon Burmeister, 1847
- Strategus oblongus (Palisot de Beauvois, 1805)
- Strategus sarpedon (Burmeister, 1847)
- Strategus simson (Fabricius, 1758)
- Strategus splendens (Palisot de Beauvois, 1805)
- Strategus surinamensis Burmeister, 1847
- Strategus symphenax Ratcliffe, 1976
- Strategus syphax (Fabricius, 1775)
- Strategus talpa (Fabricius, 1792)
- Strategus tarquinius Ratcliffe, 1976
- Strategus temoltzin Morón & Nogueira, 2008
- Strategus validus (Fabricius, 1775)
- Strategus verrilli Ratcliffe, 1976